# 1862 års kommunalförordningar
1862 års kommunalförordningar, bestående av fyra olika lagtexter, lade grunden för dagens kommuner i Sverige. Förordningarna utfärdades den 21 mars 1862 av Kunglig Majestät och avsåg kommunalstyrelse på landet, kommunalstyrelse i stad, kyrkostämma samt kyrkoråd och skolråd, samt, slutligen, landsting.
Förordningarna definierade kyrksocknarnas gamla lokala självstyre som ett kommunalt självstyre och införde borgerliga och kyrkliga kommuner som primärkommuner. En sekundärkommun i form av landstingen stadgades också. Baserat på de gamla  socknarna skapades 2 453  kommuner varav 88  städer, 7  köpingar och 2 358 landskommuner. Förändringen trädde i kraft den 1 januari 1863 och upphöjdes till lag år 1866; dock genomfördes reformen i Lappland först 1874.   Reformen visade sig livskraftig och var i kraft till kommunreformen 1952.

## Allmänt om vad förändringen innebar
Reformen innebar att det tidigare förvaltningsorganet socken ersattes med två olika sorters kommuner: 1. en borgerlig (civil, medborgerlig) kommun och 2. en kyrklig kommun; bägge med skilda organ och med skilda uppgifter. Folkskoleväsendet fördes över till den borgerliga kommunen i en lång process 1903-1958. 1924 fördes den allmänna barnavården över från den kyrkliga kommunen,
Städer som redan innan reformen var juridiska enheter bildade efter reformen också borgerliga kommuner, liksom köpingar (jämför också municipalsamhällen). Kyrkliga kommuner i städer och köpingar omfattade stadsförsamlingarna och den församling en köping tillhörde.
Det fanns alltså från början tre typer av borgerliga kommuner: 1. landskommuner, 2. städer och 3. köpingar (och senare även municipalsamhällen).
I samband med reformen trädde även 1862 års förordning om landsting i kraft varigenom de också infördes.
Röstetalet i kommunerna grundade sig på hur mycket skatt invånarna betalade. Den kommunala rösträtten omfattade kvinnor med inkomst; skattebetalande kvinnor fick alltså rösta. Ett system med fyrkar (en fyrk motsvarar en röst) infördes och ju mer pengar eller jord man hade, desto fler fyrkar hade man. Företag fick röster i förhållande till hur mycket skatt de betalade. I och med denna reform är det inte längre burskapet, som i princip har ensamrätt att rösta i städerna. Därmed läggs grunden till de fyra ståndens upplösning, eftersom det nu framkommer en rad nya grupper, som inte ingår i något av stånden, men ändå har rösträtt.

## Förhållandena innan reformen
Det lokala självstyret var tidigare organiserat genom kyrksocknarna eller församlingarna. Socknarnas beslutande organ var sockenstämman, som utsåg kyrkvärdar och sexmän och kyrkoråd. Under 1800-talet utvidgades den lokala självstyrelsens uppgifter. 1817 utfärdades en förordning om sockenstämmor och kyrkoråd, och även vid följande riksdagar var frågan om utsträckning av den lokala självstyrelsen aktuell. 1842 års folkskolestadga med dess organiserande av folkskoleundervisningen utökade socknens ansvar för folkbildningen. 1843 följde 3 förordningar om sockenstämmor, kyrkoråd och sockennämnder, de båda förstnämnda gällande för båda landsbygd och städer (utom Stockholm, som 1847 erhöll en särskild förordning om sockenstämmor). Sockennämnderna kan ses som ett viktigt steg på vägen till 1862 års kommunalförordningar.

## Avskaffade och nytillkomna regler
I och med reformen avskaffades den gamla sockenstämman (som tidigare bland annat reglerats genom kunglig förordning om sockenstämmor och kyrkoråd av år 1817). Den hävdvunna enhetliga lokala självstyrelsen för både andliga och världsliga frågor var därmed bruten.
I de nya kyrkliga kommunerna ersattes sockenstämman med en kyrkostämma; kyrkofullmäktige fanns dock i större församlingar. 
I de nya borgerliga kommunerna (såsom landskommuner och köpingar) ersattes sockenstämman med en kommunalstämma (men med kommunalfullmäktige i större kommuner). I städer infördes stadsfullmäktige såsom motsvarighet. Allmän rådstuga kunde dock ersätta stadsfullmäktige i små städer.
I landskapet Lappland dröjde det till den 1 januari 1874 innan kommunalförordningarna började gälla då i området Norrbottens län, delarna i Västerbottens län först 1 januari 1875. Innan gällde sockenstämmorna och kyrkoråden som gällt sedan 1843.